# Joseph Edward Murray
Joseph Edward Murray (* 1. April 1919 in Milford, Massachusetts; † 26. November 2012 in Boston, Massachusetts) war ein US-amerikanischer Chirurg und Pionier der Nierentransplantation. 1990 erhielt er zusammen mit E. Donnall Thomas den Nobelpreis für Physiologie oder Medizin für die „Einführung der Methode der Übertragung von Gewebe und Organen als klinische Behandlungspraxis in die Humanmedizin“.

## Leben
Joseph Edward Murray wurde als Sohn des Anwaltes William Murray und dessen Ehefrau, der Lehrerin Mary, geborene DePasquale, in Milfort geboren. Er hatte eine glückliche Kindheit und besuchte die allgemeinbildenden Schulen an seinem Heimatort. Bereits während seiner High-School Zeit hatte er den Berufswunsch Arzt zu werden. In seiner Freizeit war er ein begeisterter Allroundsportler, las gern und viel. Für sein Studienziel hatte er sich am Holy Cross Collage in Worchester/Massachusetts beworben. Bei der Aufnahmeprüfung wurde er gefragt, warum er gerade diese Universität ausgewählt habe. Er antwortete darauf, dass ihm die freie Wissenschaftsentwicklung und eine exzellente Wissensvermittlung recht wichtig wären. Daraufhin wurde er angenommen.
Murray studierte am Holy Cross College (Bachelor 1940) und der Harvard Medical School (Abschluss 1943). Während der Zeit an der Harvard University fand er vor allem die Praxis der Operationen „spannend und aufregend“. Am meisten faszinierte ihn aber die Forschungsarbeit. Zwei seiner Lehrer, der Chirurg Francis Daniels Moore (1913–2001) und der Endokrinologe George W. Thorn (1906–2004) hatten während dieser Zeit einen besonderen Einfluss auf seine berufliche Karriere. Das Studium schloss er mit „Auszeichnung“ ab. Nach dem Studienabschluss und zwei Praktika im Peter Bent Brigham Hospital und dem Children´s Hospital in Boston ging er 1944 zur US-Army in den Bereich des Medical Corps.
Joseph Murray war seit 1945 mit seiner Frau Bobby, geborene Link, verheiratet. Aus der Ehe gingen später sechs Kinder hervor.
Bei der US-Army war Joseph Murray im Vally Forge General Hospital in der Nähe von Philadelphia stationiert. Hier wurden vor allem Kriegsopfer mit schweren Verbrennungen und entstellenden Wunden behandelt. In seiner Abteilung, der plastisch-rekonstruktiven Chirurgie war er der jüngste Arzt. Er führte in dieser Zeit vor allem zahlreiche Hautplantationen durch und arbeitete dabei eng mit den Chirurgen Dr. James Barret Brown (1899–1971) und Bradfort Cannon (1907–2005) zusammen. Dabei stellte er fest, dass das Immunsystem von Patienten zeitweilig manipuliert werden kann und dadurch ein langfristiges Akzeptieren der Transplantate durch den Körper erreicht werden kann. Tief beeindruckt war er dabei von dem durch Mut und Glauben zu leben, stark beeinflussbaren Willen und Geist seiner dort behandelten Patienten. Von der US-Army 1947 zurückgekehrt absolvierte er am Brigham Hospital und am Children’s Hospital eine allgemeine chirurgische und plastisch-chirurgische Ausbildung. Diese vervollständigte er dann in New York auf dem Gebiet der plastisch-rekonstruktiven Chirurgie bei Dr. Hayes Martin und Dr. Herb Conway.
Im Jahre 1951 eröffnete Joseph Murray im Brigham Hospital eine Privatpraxis für Allgemeine und Plastische Chirurgie. Dabei erwarb er sich zunehmend einen Ruf als Experte für die chirurgische Behandlung von aggressiven Hals- und Kopftumoren. Zu dieser Zeit wurde von Dr. Thorn und später Dr. Moore in diesem Hospital ein experimentelles Nierentransplantationsprogramm durchgeführt. Und ihm wurde die Möglichkeit angeboten zusätzlich für dieses Programm im Harvard Surgical Research Laboratory zu arbeiten. Nach gründlicher Überlegung sagte er, vor allem aus Respekt vor den Leistungen von Dr. Thorn und Dr. Moore, zu. Als jedoch einer der Leiter des Projektes zum Koreakrieg einberufen wurde, übernahm Murray die Leitung des Labors. Das Team um ihn herum hatte festgestellt, dass Reimplantationen bei Hunden (also mit dem gleichen Organ, das man vorher entfernt hatte) ohne Abstoßungen funktionieren. Sie glaubten deshalb, dass es sich beim Menschen ähnlich verhält. Ohne aber eine Möglichkeit zur Kontrolle der Immunabstoßung zu haben, wollten sie dieses Risiko nicht eingehen. Ähnliche Erfahrungen lagen aus dem Bereich der Hautimplantationen vor. Als am 26. Oktober 1954 der Patient Richard Herrick mit akutem Nierenversagen zusammen mit seinem Zwillingsbruder im Brigham Hospital eingeliefert wurde, führten die Ärzte mehrere Tests durch, um seine genetische Identität bestätigt zu bekommen. Als sich aber der Akutzustand drastisch verschlimmerte, entschloss sich das Team um Murray am 23. Dezember zur Transplantation. Die Operation verlief ohne Komplikationen und der Patient lebte noch bis 1962. 1956 transplantierte Murray dann der damals 21-jährigen Edith Helm eine Niere ihrer Zwillingsschwester. Die Empfängerin erholte sich gut nach der Operation, brachte ein Jahr später ein Kind zur Welt und starb erst 2011 mit 76 Jahren.
Diese ersten Erfolge konnten durch das Ärzteteam am 14. Januar 1959, nun mit einem genetisch nicht identischen Zwillingsbruder wiederholt werden. Mit massiver Röntgenstrahlung hatte Murray den Abstoßungsprozess unterdrücken können. Hier lebte der Patient anschließend noch weitere 30 Jahre. Doch noch war das Rätsel möglicher Immunabstoßungen nicht gelöst. Intensiv forschte Murray mit seinen Kollegen nach einer chemischen Substanz, die ihnen die Gewähr dafür gab, dass es im Körper des Patienten nicht zu Abstoßungsreaktionen kam. Darin bestand nunmehr die dritte Leistung Joseph Murray’s, ein solches Mittel gefunden zu haben. In enger Zusammenarbeit mit den Biochemikern George Herbert Hitchings (1905–1998) und Gertrude Belle Elion (1918–1999) gelang es mögliche Substanzen, die diesen Prozess positiv beeinflussen, zu finden. Sie testeten mehr als 20 Derivate und kamen zu der Schlussfolgerung, dass der Stoff Azathioprin die besten Eigenschaften dafür aufwies. Doch erst 1962 war die geeignete Zusammensetzung und Dosierung gefunden, die das Risiko solcher Operationen einigermaßen kalkulierbar machte. Damit gelang Murray die Transplantation durch Immunsuppression auch bei genetisch nicht identischen Personen. Dazu musste die Immunabwehr des Patienten gegen das Spenderorgan unterdrückt werden.
Die Ergebnisse dieser Arbeit wurden dann 1962 auf der ersten internationalen Konferenz zur Transplantation menschlicher Nieren, die von der National Academy of Science und dem National Research Council veranstaltet wurde, vorgestellt. Vorsitzender dieser Konferenz war Joseph Murray. Auf dieser Tagung, an der führende Experten aus mehreren Ländern teilnahmen, schlug der englische Transplantationsexperte Peter Brian Medawar (1915–1987) vor, ein Nierentransplantationsregister einzurichten. Das war der Vorläufer des heutigen UNOS-Registers (United Network for Organ Sharing). Direktor dieses Registers wurde Murray. 1962 erhielt er den Francis-Amory-Preis der American Academy of Arts and Sciences, 1963 die Goldmedaille der International Association of Surgeons und 1990 den Lifetime Achievement Award der National Kidney Foundation sowie den Nobelpreis, 1991 die Medaille der American Surgical Association. Von 1963 bis 1971 war er Mitherausgeber des Journal of Transplantation.
Mitte der 1960er Jahre veränderte Joseph Murray seine Schwerpunkte in der Arbeit schrittweise und konzentrierte sich zunehmend stärker auf Themen und Forschungsentwicklungen im Bereich der plastischen Chirurgie. So führte er gemeinsam mit Dr. Leonard Swanson am 18. August 1966 die erste vollständige einstufige Korrektur einer, mit dem Crouzon-Syndrom verbundenen Gesichtsdeformation, durch. Diese Operation und der anschließende Heilungsprozess verliefen erfolgreich. Dazu hatte er sich im Vorfeld mit dem in Frankreich auf dem gleichen Gebiet praktizierenden Chirurgen Paul Tessier (1917–2008) verständigt und nahm die von Tessier damals praktizierte Technik an. Beide verband in den Folgejahren eine enge Zusammenarbeit und persönliche Freundschaft. 1971 trat Murray dann als Chef der Nierentransplantation am Birgham Hospital zurück um sich noch intensiver um die Entwicklung der plastischen Chirurgie kümmern zu könne. Auf diesem Gebiet unterhielt er Gastprofessuren in Indien, dem Iran und weiteren Ländern. Am Peter Bent Brigham Hospital (später Brigham and Women’s Hospital) in Boston leitete er dann von 1964 bis 1986 die Plastische Chirurgie. Außerdem war er von 1972 bis 1985 Leiter der Plastischen Chirurgie am Children’s Hospital Medical Center in Boston. Von 1970 bis 1986 war er Professor für Chirurgie an der Harvard Medical School.
Von 1964 bis 1965 war er Präsident der American Association of Plastic Surgeons. Er war Mitglied des Institute of Medicine der National Academy of Sciences. 1983 war er Vizepräsident der American Cancer Society und 1983–84 Vizepräsident des American College of Surgeons. Er war Fellow des Royal College of Surgeons of England und seit 1992 der American Academy of Arts and Sciences.
Im Jahre 1985 erlitt Murray im Alter von 66 Jahren einen schweren Schlaganfall. Von diesem konnte er sich doch recht gut wieder erholen. Jedoch trat er von diesem Zeitpunkt an von allen Aufgaben der direkten Patientenversorgung zurück. Er konzentrierte sich nunmehr vorrangig auf seine Vorlesungstätigkeit, hielt Vorträge und leistete Verwaltungsarbeit in seinen inne behaltenen Ämtern. Im Dezember 1990 wurde ihm, gemeinsam mit dem Pionier der Stammzellentransplantation Edward Donnall Thomas (1920–2012), für seine Leistungen auf dem Gebiet der Transplantation von Organen und Geweben der Medizinnobelpreis in Stockholm überreicht. Das Preisgeld für diese Auszeichnung stellte er den Einrichtungen zur Verfügung, die seine berufliche Entwicklung so maßgeblich mit beeinflusst hatten. Es ging an die Harvard Medical School, das Brigham Hospital und das Children´s Hospital. Unter dem Titel „Surgery of the Soul (Chirurgie der Seele)“ vollendete er 2009 seine Autobiographie und dieser erschien dann im Folgejahr.
Am Thanksgiving Abend 2012 erlitt Murray einen Schlaganfall im Kreis seine Familie. Daraufhin wurde er ins Bostoner Brigham and Women's Hospital eingeliefert und hier medizinisch behandelt. Am 26. November 2012 erlag er im Alter von 93 Jahren den Folgen dieses Schlaganfalls. Die Trauerfeier für ihn fand am 1. Dezember in der St.Paul’s Church in Wellesley/Massachusetts statt. Seiner Bitte entsprechend wurde zum Abschluss der Feierlichkeit das Trompetensolo von Louis Armstrong  „What a wonderful world (Es ist eine wunderbare Welt)“ gespielt. Das entsprach auch ganz und gar Joseph Murrays Lebensauffassung.

## Werke
- J. E. Murray, J. P. Merrill, J. H. Harrison: Renal homotransplantation in identical twins. In: Surg Forum. 1955.
- J. P. Merrill, J. E. Murray, J. H. Harrison u. a.: Successful homotransplantation of the kidney between non-identical twins. In: N Engl J Med. 1960.
- J. E. Murray, J. P. Merrill, J. H. Harrison u. a.: Prolonged survival of human kidney allografts by immunosuppressive drug therapy. In: N Engl J Med. 1963.
- J. E. Murray, L. T. Swanson: Mid-face osteotomy and advancement for craniosynostosis. In: Plastic Reconstruct Surg. 1968.
- J. E. Murray: Finding creativity in adversity. In: Harv Med Alumni Bull. 1986–1987.
- J. E. Murray: Surgery of the Soul. Reflections on a Curious Career. In: Science History Publications/USA. 2001.